# Bob Dwyer
Bob Dwyer (29 novembre 1940) è un allenatore di rugby a 15 ed ex rugbista a 15 australiano, commissario tecnico degli Wallabies campioni del mondo nel 1991.

## Biografia
Da giocatore seconda linea del Randwick, con cui disputò 347 incontri, al termine della carriera agonistica passò ad allenare lo stesso club.
Con esso vinse sei titoli provinciali e due campionati australiani per club e, nel 1982, gli fu affidato per la prima volta l'incarico di C.T. della Nazionale australiana, per poi tornare al Randwick.
Ricevette un secondo incarico nel 1988, rilevando gli Wallabies da Alan Jones e guidandoli alla II Coppa del Mondo in Inghilterra nel 1991: guidò la Nazionale fino alla Coppa del Mondo di rugby 1995 poi, divenuto allenatore professionista, si trasferì in Europa al Racing Métro 92 di Parigi; nel 1996 prese l'incarico di tecnico del Leicester in Inghilterra, con cui nel 1997 vinse la coppa Anglo-Gallese e raggiunse la finale di Heineken Cup; l'impegno finì nel 1998.
In quello stesso anno un suo amico, che aveva appena acquistato il Bristol, lo convinse ad assumerne la guida tecnica; in quell'anno il club era in seconda divisione e Dwyer lo condusse in Premiership, serie in cui lo guidò anche nella stagione successiva, prima di tornare in Australia ad allenare gli Waratahs, franchise professionistica di Sydney in Super Rugby.
Nel Super 12 2002 Dwyer riuscì a portare per la prima volta gli Waratahs alla finale del torneo; guidò la squadra per un'altra stagione prima di essere avvicendato da Ewen McKenzie e assumere incarichi direttivi in seno alla federazione rugbistica del Nuovo Galles del Sud.
A seguire si è occupato di istituire corsi di formazione per allenatori e operatori del rugby in tutto il mondo (Italia compresa, dove tiene stage periodici, e si è fatto promotore di una variante della disciplina, il Rugby 80, in cui il peso medio della squadra non sia superiore a 80 kg e il peso massimo ammesso per un giocatore sia di 88 kg, al fine di salvaguardare la tecnica del gioco e non sacrificarla alla fisicità estrema.
A partire dalla stagione 2011, inoltre, a Dwyer è stata affidata la conduzione tecnica del Sydney Rugby Club, rinata formazione rugbistica della capitale del Nuovo Galles del Sud.

## Palmarès

### Allenatore
- Coppe del mondo: 1
Australia: 1999
- Coppe Anglo-Gallesi: 1
Leicester: 1996-97